# Vila-rodona
Vila-rodona är en kommun i Spanien.   Den ligger i provinsen Província de Tarragona och regionen Katalonien, i den östra delen av landet, 400 km öster om huvudstaden Madrid. Antalet invånare är 1 280. Arean är 33 kvadratkilometer. Vila-rodona gränsar till Aiguamúrcia, El Montmell, Rodonyà, Montferri, Bràfim, Alió och El Pla de Santa Maria. 
Terrängen i Vila-rodona är huvudsakligen platt, men österut är den kuperad.